# 载荷专家
载荷专家（英語：Payload specialist），是航天员按任务分类的其中一种，是指在空间站中进行科学与应用研究等实验工作的科研人员。在执行空间飞行任务中，载荷专家主要负责开展空间实验/试验研究、操作和使用太空实验设备、配合飞行乘组其他航天员开展站务管理等日常工作。
载荷专家与从飞行员中选拔的航天员不同，他们拥有更加专精的技术方向，但是作为航天员，他们从选拔到训练，对体能的要求也非常苛刻。
桂海潮是中华人民共和国第一位载荷专家。